# Lord President of the Council
De Lord President van de Council is een van de Great Officers of State van het Verenigd Koninkrijk. De Lord President  is verantwoordelijk voor de vergaderingen van de Privy Council en woont die doorgaans ook bij, waarbij hij zaken ter goedkeuring voorlegt aan de vorst. De  Lord President of the Council is lid van het Britse kabinet en normaal gesproken ofwel de Leader of the House of Lords of de Leader of the House of Commons  Sinds juli 2024 wordt de post vervuld door Lucy Powell.

## Lord Presidents of the Council van het Verenigd Koninkrijk (1846–heden)
| Lord President of the Council          | Lord President of the Council  | Lord President of the Council                                          | Ambtstermijn                                                       | Ambtstermijn      | Partij                 | Premier                               | Kabinet                              | Overige functie(s)                           |
| -------------------------------------- | ------------------------------ | ---------------------------------------------------------------------- | ------------------------------------------------------------------ | ----------------- | ---------------------- | ------------------------------------- | ------------------------------------ | -------------------------------------------- |
|                                        | Henry Petty-Fitzmaurice        | Markies van Lansdowne Henry Petty- Fitzmaurice (1780–1863)             | 30 juni 1846                                                       | 22 februari 1852  | Whig Party             | John Russell (1846–1852)              | Russell I                            | Leader of the House of Lords                 |
|                                        | William Lowther                | Graaf of Lonsdale William Lowther (1787–1872)                          | 22 februari 1852                                                   | 28 december 1852  | Conservative Party     | Edward Smith-Stanley (1852)           | Smith-Stanley I                      |                                              |
|                                        | Granville Leveson-Gower        | Graaf Granville Granville Leveson-Gower (1815–1891)                    | 28 december 1852                                                   | 12 juni 1854      | Whig Party             | George Hamilton -Gordon (1852–1855)   | Hamilton-Gordon                      |                                              |
|                                        | John Russell                   | Graaf Russell John Russell (1792–1878)                                 | 12 juni 1854                                                       | 6 februari 1855   | Whig Party             | George Hamilton -Gordon (1852–1855)   | Hamilton-Gordon                      | Leader of the House of Commons               |
|                                        | Granville Leveson-Gower        | Graaf Granville Granville Leveson-Gower (1815–1891)                    | 6 februari 1855                                                    | 20 februari 1858  | Whig Party             | Henry John Temple (1855–1858)         | Temple I                             | Leader of the House of Lords                 |
|                                        | James Gascoyne-Cecil           | Markies van Salisbury James Gascoyne-Cecil (1791–1868)                 | 20 februari 1858                                                   | 12 juni 1859      | Conservative Party     | Edward Smith-Stanley (1858–1859)      | Smith-Stanley II                     |                                              |
|                                        | Granville Leveson-Gower        | Graaf Granville Granville Leveson-Gower (1815–1891)                    | 12 juni 1859                                                       | 28 juni 1866      | Liberal Party          | Henry John Temple (1859–1865)         | Temple II                            | Leader of the House of Lords (1859–1865)     |
| John Russell (1865–1866)               | Granville Leveson-Gower        | Graaf Granville Granville Leveson-Gower (1815–1891)                    | 12 juni 1859                                                       | 28 juni 1866      | Liberal Party          | Russell II                            |                                      |                                              |
|                                        | Richard Temple-Grenville       | Hertog van Buckingham en Chandos Richard Temple- Grenville (1823–1889) | 28 juni 1866                                                       | 8 maart 1867      | Conservative Party     | Edward Smith-Stanley (1866–1868)      | Smith-Stanley III                    |                                              |
|                                        | John Spencer-Churchill         | Hertog van Marlborough John Spencer- Churchill (1822–1883)             | 8 maart 1867                                                       | 3 december 1868   | Conservative Party     | Edward Smith-Stanley (1866–1868)      | Smith-Stanley III                    |                                              |
| Benjamin Disraeli (1868)               | John Spencer-Churchill         | Hertog van Marlborough John Spencer- Churchill (1822–1883)             | 8 maart 1867                                                       | 3 december 1868   | Conservative Party     | Disraeli I                            |                                      |                                              |
|                                        | George Robinson                | Markies van Ripon George Robinson (1827–1909)                          | 3 december 1868                                                    | 10 augustus 1873  | Liberal Party          | William Ewart Gladstone (1868–1874)   | Gladstone I                          |                                              |
|                                        | Henry Bruce                    | Baron Aberdare Henry Bruce (1815–1895)                                 | 10 augustus 1873                                                   | 20 februari 1874  | Liberal Party          | William Ewart Gladstone (1868–1874)   | Gladstone I                          |                                              |
|                                        | Charles Gordon-Lennox          | Hertog van Richmond Charles Gordon-Lennox (1818–1903)                  | 20 februari 1874                                                   | 23 april 1880     | Conservative Party     | Benjamin Disraeli (1874–1880)         | Disraeli II                          | Leader of the House of Lords (1876–1880)     |
|                                        | John Spencer                   | Graaf Spencer John Spencer (1835–1910)                                 | 23 april 1880                                                      | 20 maart 1883     | Liberal Party          | William Ewart Gladstone (1880–1885)   | Gladstone II                         | Lord Lieutenant of Ireland                   |
|                                        | Chichester Parkinson-Fortescue | Baron Carlingford Chichester Parkinson- Fortescue (1823–1898)          | 20 maart 1883                                                      | 23 juni 1885      | Liberal Party          | William Ewart Gladstone (1880–1885)   | Gladstone II                         | Lord Privy Seal                              |
|                                        | Gathorne Gathorne-Hardy        | Burggraaf Cranbrook Gathorne Gathorne-Hardy (1814–1906)                | 23 juni 1885                                                       | 28 januari 1886   | Conservative Party     | Robert Gascoyne-Cecil (1885–1886)     | Gascoyne-Cecil I                     | Minister voor Oorlog (1886)                  |
|                                        | John Spencer                   | Graaf Spencer John Spencer (1835–1910)                                 | 28 januari 1886                                                    | 20 juli 1886      | Liberal Party          | William Ewart Gladstone (1886)        | Gladstone III                        |                                              |
|                                        | Gathorne Gathorne-Hardy        | Burggraaf Cranbrook Gathorne Gathorne-Hardy (1814–1906)                | 20 juli 1886                                                       | 15 augustus 1892  | Conservative Party     | Robert Gascoyne-Cecil (1886–1892)     | Gascoyne-Cecil II                    | Kanselier van het Hertogdom Lancaster (1886) |
|                                        | John Wodehouse                 | Graaf Kimberley John Wodehouse (1826–1902)                             | 15 augustus 1892                                                   | 5 maart 1894      | Liberal Party          | William Ewart Gladstone (1892–1894)   | Gladstone IV                         | Leader of the House of Lords                 |
| Minister voor Brits-Indië              | John Wodehouse                 | Graaf Kimberley John Wodehouse (1826–1902)                             | 15 augustus 1892                                                   | 5 maart 1894      | Liberal Party          | William Ewart Gladstone (1892–1894)   | Gladstone IV                         |                                              |
|                                        | Archibald Primrose             | Graaf van Rosebery Archibald Primrose (1847–1929)                      | 5 maart 1894                                                       | 25 juni 1895      | Liberal Party          | Archibald Primrose (1894–1895)        | Primrose                             | Premier                                      |
| Leader of the House of Lords           | Archibald Primrose             | Graaf van Rosebery Archibald Primrose (1847–1929)                      | 5 maart 1894                                                       | 25 juni 1895      | Liberal Party          | Archibald Primrose (1894–1895)        | Primrose                             |                                              |
|                                        | Spencer Cavendish              | Hertog van Devonshire Spencer Cavendish (1833–1908)                    | 25 juni 1895                                                       | 19 oktober 1903   | Liberal Unionist Party | Robert Gascoyne-Cecil (1895–1902)     | Gascoyne-Cecil III                   |                                              |
| Gascoyne-Cecil IV                      | Spencer Cavendish              | Hertog van Devonshire Spencer Cavendish (1833–1908)                    | 25 juni 1895                                                       | 19 oktober 1903   | Liberal Unionist Party | Robert Gascoyne-Cecil (1895–1902)     |                                      |                                              |
| Arthur Balfour (1902–1905)             | Spencer Cavendish              | Hertog van Devonshire Spencer Cavendish (1833–1908)                    | 25 juni 1895                                                       | 19 oktober 1903   | Liberal Unionist Party | Balfour                               | Leader of the House of Lords         |                                              |
| Arthur Balfour (1902–1905)             |                                | Charles Vane-Tempest-Stewart                                           | Markies van Londonderry Charles Vane- Tempest- Stewart (1852–1915) | 19 oktober 1903   | 5 december 1905        | Balfour                               | Conservative Party                   | Minister van Onderwijs                       |
|                                        | Robert Crewe-Milnes            | Graaf van Crewe Robert Crewe-Milnes (1858–1945)                        | 5 december 1905                                                    | 8 april 1908      | Liberal Party          | Henry Campbell- Bannerman (1905–1908) | Campbell- Bannerman                  |                                              |
|                                        | Edward Marjoribanks            | Baron Tweedmouth Edward Marjoribanks (1849–1909)                       | 8 april 1908                                                       | 14 oktober 1908   | Liberal Party          | Herbert Henry Asquith                 | Asquith I                            |                                              |
|                                        | Henry Fowler                   | Burggraaf Wolverhampton Henry Fowler (1830–1911)                       | 14 oktober 1908                                                    | 15 juni 1910      | Liberal Party          | Herbert Henry Asquith                 | Asquith I                            |                                              |
| Asquith II                             | Henry Fowler                   | Burggraaf Wolverhampton Henry Fowler (1830–1911)                       | 14 oktober 1908                                                    | 15 juni 1910      | Liberal Party          | Herbert Henry Asquith                 |                                      |                                              |
|                                        | William Lygon                  | Graaf Beauchamp William Lygon (1872–1938)                              | 15 juni 1910                                                       | 3 november 1910   | Liberal Party          | Herbert Henry Asquith                 |                                      |                                              |
|                                        | John Morley                    | Burggraaf Morley van Blackburn John Morley (1838–1923)                 | 3 november 1910                                                    | 4 augustus 1914   | Liberal Party          | Herbert Henry Asquith                 |                                      |                                              |
| Asquith III                            | John Morley                    | Burggraaf Morley van Blackburn John Morley (1838–1923)                 | 3 november 1910                                                    | 4 augustus 1914   | Liberal Party          | Herbert Henry Asquith                 |                                      |                                              |
|                                        | William Lygon                  | Graaf Beauchamp William Lygon (1872–1938)                              | 4 augustus 1914                                                    | 25 mei 1915       | Liberal Party          | Herbert Henry Asquith                 |                                      |                                              |
|                                        | Robert Crewe-Milnes            | Markies van Crewe Robert Crewe-Milnes (1858–1945)                      | 25 mei 1915                                                        | 7 december 1916   | Liberal Party          | Herbert Henry Asquith                 | Asquith IV                           | Leader of the House of Lords                 |
| Minister van Handel (1916)             | Robert Crewe-Milnes            | Markies van Crewe Robert Crewe-Milnes (1858–1945)                      | 25 mei 1915                                                        | 7 december 1916   | Liberal Party          | Herbert Henry Asquith                 | Asquith IV                           |                                              |
| Minister van Onderwijs (1916)          | Robert Crewe-Milnes            | Markies van Crewe Robert Crewe-Milnes (1858–1945)                      | 25 mei 1915                                                        | 7 december 1916   | Liberal Party          | Herbert Henry Asquith                 | Asquith IV                           |                                              |
|                                        | George Curzon                  | Markies van Curzon van Kedleston George Curzon (1859–1925)             | 7 december 1916                                                    | 23 oktober 1919   | Conservative Party     | David Lloyd George (1919–1922)        | Lloyd George I                       | Leader of the House of Lords                 |
| Lloyd George II                        | George Curzon                  | Markies van Curzon van Kedleston George Curzon (1859–1925)             | 7 december 1916                                                    | 23 oktober 1919   | Conservative Party     | David Lloyd George (1919–1922)        |                                      | Leader of the House of Lords                 |
|                                        | Arthur Balfour                 | Graaf van Balfour Arthur Balfour (1848–1930)                           | 23 oktober 1919                                                    | 23 oktober 1922   | Conservative Party     | David Lloyd George (1919–1922)        |                                      |                                              |
|                                        | James Gascoyne-Cecil           | Markies van Salisbury James Gascoyne-Cecil (1861–1947)                 | 23 oktober 1922                                                    | 22 januari 1924   | Conservative Party     | Bonar Law (1922–1923)                 | Law                                  | Kanselier van het Hertogdom Lancaster        |
| Stanley Baldwin (1923–1924)            | James Gascoyne-Cecil           | Markies van Salisbury James Gascoyne-Cecil (1861–1947)                 | 23 oktober 1922                                                    | 22 januari 1924   | Conservative Party     | Baldwin I                             |                                      |                                              |
|                                        | Charles Cripps                 | Baron Parmoor Charles Cripps (1852–1941)                               | 22 januari 1924                                                    | 3 november 1924   | Labour Party           | Ramsay MacDonald (1924)               | MacDonald I                          | Leader of the House of Lords                 |
|                                        | George Curzon                  | Markies van Curzon van Kedleston George Curzon (1859–1925)             | 4 november 1924                                                    | 20 maart 1925     | Conservative Party     | Stanley Baldwin (1924–1929)           | Baldwin II                           | Leader of the House of Lords                 |
| Vacant                                 |                                |                                                                        |                                                                    |                   |                        | Stanley Baldwin (1924–1929)           | Baldwin II                           |                                              |
|                                        | Arthur Balfour                 | Graaf van Balfou Arthur Balfour (1848–1930)                            | 27 april 1925                                                      | 5 juni 1929       | Conservative Party     | Stanley Baldwin (1924–1929)           | Baldwin II                           |                                              |
|                                        | Charles Cripps                 | Baron Parmoor Charles Cripps (1852–1941)                               | 5 juni 1929                                                        | 26 augustus 1931  | Labour Party           | Ramsay MacDonald (1929–1935)          | MacDonald II                         | Leader of the House of Lords                 |
|                                        | Stanley Baldwin                | Stanley Baldwin (1867–1947)                                            | 26 augustus 1931                                                   | 7 juni 1935       | Conservative Party     | Ramsay MacDonald (1929–1935)          | MacDonald III (Nationaal Kabinet I)  |                                              |
| MacDonald IV (Nationaal Kabinet II)    | Stanley Baldwin                | Stanley Baldwin (1867–1947)                                            | 26 augustus 1931                                                   | 7 juni 1935       | Conservative Party     | Ramsay MacDonald (1929–1935)          | Lord Privy Seal (1932–1934)          |                                              |
|                                        | Ramsay MacDonald               | Ramsay MacDonald (1866–1937)                                           | 7 juni 1935                                                        | 28 mei 1937       | National Labour        | Stanley Baldwin (1935–1937)           | Baldwin III (Nationaal Kabinet III)  |                                              |
|                                        | Edward Wood                    | Burggraaf Halifax Edward Wood (1881–1959)                              | 28 mei 1937                                                        | 9 maart 1938      | Conservative Party     | Neville Chamberlain (1937–1940)       | Chamberlain I (Nationaal Kabinet IV) | Leader of the House of Lords                 |
| Minister van Buitenlandse Zaken (1938) | Edward Wood                    | Burggraaf Halifax Edward Wood (1881–1959)                              | 28 mei 1937                                                        | 9 maart 1938      | Conservative Party     | Neville Chamberlain (1937–1940)       | Chamberlain I (Nationaal Kabinet IV) |                                              |
|                                        | Douglas Hogg                   | Burggraaf Hailsham Douglas Hogg (1872–1950)                            | 9 maart 1938                                                       | 31 oktober 1938   | Conservative Party     | Neville Chamberlain (1937–1940)       | Chamberlain I (Nationaal Kabinet IV) |                                              |
|                                        | Walter Runciman                | Burggraaf Runciman van Doxford Walter Runciman (1870–1949)             | 31 oktober 1938                                                    | 3 september 1939  | National Liberal Party | Neville Chamberlain (1937–1940)       | Chamberlain I (Nationaal Kabinet IV) |                                              |
|                                        | James Stanhope                 | Graaf Stanhope James Stanhope (1880–1967)                              | 3 september 1939                                                   | 10 mei 1940       | Conservative Party     | Neville Chamberlain (1937–1940)       | Chamberlain II                       | Leader of the House of Lords                 |
|                                        |                                | Neville Chamberlain (1869–1940)                                        | 10 mei 1940                                                        | 4 oktober 1940    | Conservative Party     | Winston Churchill (1940–1945)         | Churchill I                          |                                              |
|                                        | John Anderson                  | Sir John Anderson (1882–1958)                                          | 4 oktober 1940                                                     | 24 september 1943 | Onafhankelijk          | Winston Churchill (1940–1945)         | Churchill I                          |                                              |
|                                        | Clement Attlee                 | Clement Attlee (1883–1967)                                             | 24 september 1943                                                  | 23 mei 1945       | Labour Party           | Winston Churchill (1940–1945)         | Churchill I                          | Vicepremier                                  |
|                                        | Frederick Marquis              | Baron Woolton Frederick Marquis (1883–1964)                            | 23 mei 1945                                                        | 26 juli 1945      | Conservative Party     | Winston Churchill (1940–1945)         | Churchill II                         |                                              |
|                                        | Herbert Morrison               | Herbert Morrison (1888–1965)                                           | 26 juli 1945                                                       | 9 maart 1951      | Labour Party           | Clement Attlee (1945–1951)            | Attlee I                             | Vicepremier Leader of the House of Commons   |
| Attlee II                              | Herbert Morrison               | Herbert Morrison (1888–1965)                                           | 26 juli 1945                                                       | 9 maart 1951      | Labour Party           | Clement Attlee (1945–1951)            |                                      | Vicepremier Leader of the House of Commons   |
|                                        | Christopher Addison            | Burggraaf Addison Christopher Addison (1869–1951)                      | 9 maart 1951                                                       | 26 oktober 1951   | Labour Party           | Clement Attlee (1945–1951)            | Leader of the House of Lords         |                                              |
|                                        | Frederick Marquis              | Baron Woolton Frederick Marquis (1883–1964)                            | 26 oktober 1951                                                    | 25 november 1952  | Conservative Party     | Winston Churchill (1951–1955)         | Churchill III                        | Leader of the House of Lords                 |
|                                        | Robert Gascoyne-Cecil          | Markies van Salisbury Robert Gascoyne- Cecil (1893–1972)               | 25 november 1952                                                   | 29 maart 1957     | Conservative Party     | Winston Churchill (1951–1955)         | Churchill III                        | Leader of the House of Lords                 |
| Anthony Eden (1955–1957)               | Robert Gascoyne-Cecil          | Markies van Salisbury Robert Gascoyne- Cecil (1893–1972)               | 25 november 1952                                                   | 29 maart 1957     | Conservative Party     | Eden                                  |                                      | Leader of the House of Lords                 |
| Harold Macmillan (1957–1963)           | Robert Gascoyne-Cecil          | Markies van Salisbury Robert Gascoyne- Cecil (1893–1972)               | 25 november 1952                                                   | 29 maart 1957     | Conservative Party     | Macmillan I                           |                                      | Leader of the House of Lords                 |
| Harold Macmillan (1957–1963)           |                                | Alec Douglas-Home                                                      | Graaf van Home Alec Douglas- Home (1903–1995)                      | 29 maart 1957     | 17 september 1957      | Macmillan I                           | Conservative Party                   | Leader of the House of Lords                 |
| Harold Macmillan (1957–1963)           |                                | Quintin Hogg                                                           | Burggraaf Hailsham Quintin Hogg (1907–2001)                        | 17 september 1957 | 14 oktober 1959        | Macmillan I                           | Conservative Party                   |                                              |
| Harold Macmillan (1957–1963)           |                                | Alec Douglas-Home                                                      | Graaf van Home Alec Douglas- Home (1903–1995)                      | 14 oktober 1959   | 27 juli 1960           | Conservative Party                    | Macmillan II                         | Leader of the House of Lords                 |
| Harold Macmillan (1957–1963)           |                                | Quintin Hogg                                                           | Sir Quintin Hogg (1907–2001)                                       | 27 juli 1960      | 16 oktober 1964        | Conservative Party                    | Macmillan II                         | Leader of the House of Lords (1960–1963)     |
| Alec Douglas-Home (1963–1964)          | Douglas-Home                   | Quintin Hogg                                                           | Sir Quintin Hogg (1907–2001)                                       | 27 juli 1960      | 16 oktober 1964        | Conservative Party                    | Minister van Onderwijs (1964)        |                                              |
|                                        |                                | Herbert Bowden (1905–1994)                                             | 16 oktober 1964                                                    | 11 augustus 1966  | Labour Party           | Harold Wilson (1964–1970)             | Wilson I                             | Leader of the House of Commons               |
| Wilson I                               |                                | Herbert Bowden (1905–1994)                                             | 16 oktober 1964                                                    | 11 augustus 1966  | Labour Party           | Harold Wilson (1964–1970)             |                                      | Leader of the House of Commons               |
|                                        | Dick Crossman                  | Dick Crossman (1907–1974)                                              | 11 augustus 1966                                                   | 18 oktober 1968   | Labour Party           | Harold Wilson (1964–1970)             | Leader of the House of Commons       |                                              |
|                                        |                                | Fred Peart (1914–1988)                                                 | 18 oktober 1968                                                    | 19 juni 1970      | Labour Party           | Harold Wilson (1964–1970)             | Leader of the House of Commons       |                                              |
|                                        |                                | Willie Whitelaw (1918–1999)                                            | 19 juni 1970                                                       | 7 april 1972      | Conservative Party     | Edward Heath (1970–1974)              | Heath                                | Leader of the House of Commons               |
|                                        |                                | Robert Carr (1916–2012)                                                | 7 april 1972                                                       | 5 november 1972   | Conservative Party     | Edward Heath (1970–1974)              | Heath                                | Minister van Binnenlandse Zaken              |
| Leader of the House of Commons         |                                | Robert Carr (1916–2012)                                                | 7 april 1972                                                       | 5 november 1972   | Conservative Party     | Edward Heath (1970–1974)              | Heath                                |                                              |
|                                        |                                | Jim Prior (1927–2016)                                                  | 5 november 1972                                                    | 4 maart 1974      | Conservative Party     | Edward Heath (1970–1974)              | Heath                                | Leader of the House of Commons               |
|                                        |                                | Edward Short (1912–2012)                                               | 4 maart 1974                                                       | 5 april 1976      | Labour Party           | Harold Wilson (1974–1976)             | Wilson III                           | Leader of the House of Commons               |
|                                        | Michael Foot                   | Michael Foot (1913–2010)                                               | 5 april 1976                                                       | 4 mei 1979        | Labour Party           | James Callaghan (1976–1979)           | Callaghan                            | Leader of the House of Commons               |
|                                        | Christopher Soames             | Baron Soames Christopher Soames (1920–1987)                            | 4 mei 1979                                                         | 14 september 1981 | Conservative Party     | Margaret Thatcher (1979–1990)         | Thatcher I                           | Leader of the House of Lords                 |
|                                        |                                | Francis Pym (1922–2008)                                                | 14 september 1981                                                  | 6 april 1982      | Conservative Party     | Margaret Thatcher (1979–1990)         | Thatcher I                           | Leader of the House of Commons               |
|                                        |                                | John Biffen (1930–2007)                                                | 6 april 1982                                                       | 11 juni 1983      | Conservative Party     | Margaret Thatcher (1979–1990)         | Thatcher I                           | Leader of the House of Commons               |
|                                        |                                | Burggraaf Whitelaw Willie Whitelaw (1918–1999)                         | 11 juni 1983                                                       | 10 januari 1988   | Conservative Party     | Margaret Thatcher (1979–1990)         | Thatcher II                          | First Secretary of State                     |
| Thatcher III                           | Leader of the House of Lords   | Burggraaf Whitelaw Willie Whitelaw (1918–1999)                         | 11 juni 1983                                                       | 10 januari 1988   | Conservative Party     | Margaret Thatcher (1979–1990)         |                                      |                                              |
| Thatcher III                           |                                | John Wakeham                                                           | John Wakeham (1932)                                                | 10 januari 1988   | 24 juli 1989           | Margaret Thatcher (1979–1990)         | Conservative Party                   | Leader of the House of Commons               |
| Thatcher III                           |                                | Geoffrey Howe                                                          | Sir Geoffrey Howe (1926–2015)                                      | 24 juli 1989      | 1 november 1990        | Margaret Thatcher (1979–1990)         | Conservative Party                   | Vicepremier                                  |
| Thatcher III                           | First Secretary of State       | Geoffrey Howe                                                          | Sir Geoffrey Howe (1926–2015)                                      | 24 juli 1989      | 1 november 1990        | Margaret Thatcher (1979–1990)         | Conservative Party                   |                                              |
| Thatcher III                           | Leader of the House of Commons | Geoffrey Howe                                                          | Sir Geoffrey Howe (1926–2015)                                      | 24 juli 1989      | 1 november 1990        | Margaret Thatcher (1979–1990)         | Conservative Party                   |                                              |
| Thatcher III                           |                                | John MacGregor                                                         | John MacGregor (1937)                                              | 1 november 1990   | 10 april 1992          | Margaret Thatcher (1979–1990)         | Conservative Party                   | Leader of the House of Commons               |
| John Major (1990–1997)                 | Major I                        | John MacGregor                                                         | John MacGregor (1937)                                              | 1 november 1990   | 10 april 1992          |                                       | Conservative Party                   | Leader of the House of Commons               |
| John Major (1990–1997)                 |                                |                                                                        | Tony Newton (1937–2012)                                            | 10 april 1992     | 2 mei 1997             | Conservative Party                    | Major II                             | Leader of the House of Commons               |
|                                        | Ann Taylor                     | Ann Taylor (1947)                                                      | 2 mei 1997                                                         | 27 juli 1998      | Labour Party           | Tony Blair (1997–2007)                | Blair I                              | Leader of the House of Commons               |
|                                        | Margaret Beckett               | Margaret Beckett (1943)                                                | 27 juli 1998                                                       | 8 juni 2001       | Labour Party           | Tony Blair (1997–2007)                | Blair I                              | Leader of the House of Commons               |
|                                        | Robin Cook                     | Robin Cook (1946–2005)                                                 | 8 juni 2001                                                        | 18 maart 2003     | Labour Party           | Tony Blair (1997–2007)                | Blair II                             | Leader of the House of Commons               |
|                                        | John Reid                      | dr. John Reid (1947)                                                   | 18 maart 2003                                                      | 13 juni 2003      | Labour Party           | Tony Blair (1997–2007)                | Blair II                             | Leader of the House of Commons               |
|                                        |                                | Baron Williams van Mostyn Gareth Williams (1941–2003)                  | 13 juni 2003                                                       | 20 september 2003 | Labour Party           | Tony Blair (1997–2007)                | Blair II                             | Leader of the House of Lords                 |
| Lord Privy Seal                        |                                | Baron Williams van Mostyn Gareth Williams (1941–2003)                  | 13 juni 2003                                                       | 20 september 2003 | Labour Party           | Tony Blair (1997–2007)                | Blair II                             |                                              |
| Vacant                                 |                                |                                                                        |                                                                    |                   |                        | Tony Blair (1997–2007)                | Blair II                             |                                              |
|                                        | Valerie Amos                   | Baroness Amos Valerie Amos (1954)                                      | 6 oktober 2003                                                     | 27 juni 2007      | Labour Party           | Tony Blair (1997–2007)                | Blair II                             | Leader of the House of Lords                 |
| Blair III                              | Valerie Amos                   | Baroness Amos Valerie Amos (1954)                                      | 6 oktober 2003                                                     | 27 juni 2007      | Labour Party           | Tony Blair (1997–2007)                |                                      | Leader of the House of Lords                 |
|                                        | Catherine Ashton               | Baroness Ashton van Upholland Catherine Ashton (1956)                  | 27 juni 2007                                                       | 3 oktober 2008    | Labour Party           | Gordon Brown (2007–2010)              | Brown                                | Leader of the House of Lords                 |
|                                        | Janet Royall                   | Baroness Royall van Blaisdon Janet Royall (1955)                       | 3 oktober 2008                                                     | 5 juni 2009       | Labour Party           | Gordon Brown (2007–2010)              | Brown                                | Leader of the House of Lords                 |
|                                        | Peter Mandelson                | Baron Mandelson Peter Mandelson (1953)                                 | 5 juni 2009                                                        | 11 mei 2010       | Labour Party           | Gordon Brown (2007–2010)              | Brown                                | First Secretary of State                     |
| Minister van Economische Zaken         | Peter Mandelson                | Baron Mandelson Peter Mandelson (1953)                                 | 5 juni 2009                                                        | 11 mei 2010       | Labour Party           | Gordon Brown (2007–2010)              | Brown                                |                                              |
|                                        | Nick Clegg                     | Nick Clegg (1967)                                                      | 11 mei 2010                                                        | 9 mei 2015        | Liberal Democrats      | David Cameron (2010–2016)             | Cameron I                            | Vicepremier                                  |
|                                        | Chris Grayling                 | Chris Grayling (1962)                                                  | 9 mei 2015                                                         | 13 juli 2016      | Conservative Party     | David Cameron (2010–2016)             | Cameron II                           | Leader of the House of Commons               |
|                                        | David Lidington                | dr. David Lidington (1956)                                             | 13 juli 2016                                                       | 11 juni 2017      | Conservative Party     | Theresa May (2016–2019)               | May I                                | Leader of the House of Commons               |
|                                        | Andrea Leadsom                 | Andrea Leadsom (1963)                                                  | 11 juni 2017                                                       | 22 mei 2019       | Conservative Party     | Theresa May (2016–2019)               | May II                               | Leader of the House of Commons               |
|                                        | Mel Stride                     | Mel Stride (1961)                                                      | 22 mei 2019                                                        | 24 juli 2019      | Conservative Party     | Theresa May (2016–2019)               | May II                               | Leader of the House of Commons               |
|                                        | Jacob Rees-Mogg                | Jacob Rees-Mogg (1969)                                                 | 24 juli 2019                                                       | 6 september 2022  | Conservative Party     | Boris Johnson (2019–2022)             | Johnson I                            | Leader of the House of Commons               |
| Johnson II                             | Jacob Rees-Mogg                | Jacob Rees-Mogg (1969)                                                 | 24 juli 2019                                                       | 6 september 2022  | Conservative Party     | Boris Johnson (2019–2022)             |                                      | Leader of the House of Commons               |
|                                        | Penny Mordaunt                 | Penny Mordaunt (1973)                                                  | 6 september 2022                                                   | 5 juli 2024       | Conservative Party     | Liz Truss (2022)                      | Truss                                | Leader of the House of Commons               |
| Rishi Sunak (2022–2024)                | Penny Mordaunt                 | Penny Mordaunt (1973)                                                  | 6 september 2022                                                   | 5 juli 2024       | Conservative Party     | Sunak                                 |                                      | Leader of the House of Commons               |
|                                        | Lucy Powell                    | Lucy Powell (1974)                                                     | 5 juli 2024                                                        | heden             | Labour Party           | Keir Starmer (2024–heden)             | Starmer                              | Leader of the House of Commons               |